# كونستانتين بيجينارو
كونستانتين بيجينارو مواليد 7 يونيو 1984 في مولدوفا، هو ملاكم محترف روماني بدأ مسيرته الاحترافية سنة 2011. حقق بطولة المجلس العالمي للملاكمة.

## إحصائيات
خاض خلال مسيرته 11 نزالا، فاز في 10 ولم يتعادل ولم يخسر. فاز بالضربة القاضية في 4 نزالات.

## روابط خارجية
- كونستانتين بيجينارو على موقع بوكس ريك (الإنجليزية) (registration required)